# نيفيت سانفورد
نيفيت سانفورد (بالإنجليزية: Nevitt Sanford)‏ (1909م – 1996م) هو أستاذ علم النفس بجامعة كاليفورنيا في بركلي. درس الاستِعراقية، واللاسامية، و شارك في تأليف كتاب الشخصية التسلطية [الإنجليزية]
1950م، وكان ممن شاركوه التأليف الفيلسوف تيودور أدورنو، وعالِم النفس دانيال ليفنسون، وعالِمة النفس إلْسَا فرانكل برانزويك [الإنجليزية]. كما درس أيضاً سانفورد التفاعلات بين النظم الاجتماعية والشخصية، مجادلاً أن الظروف الاجتماعية قد تُشجع أصحاب الانحياز المتعصب إلى اضطهاد تلك المجموعات المتضررة المضادة .

## حياته
ولد نيفيت سانفورد بقرية تشاتم بمقاطعة بيتيسيلفانيا في ولاية فيرجينيا بالولايات المتحدة. وهو ابنٌ و حفيد لوزراء تعميد. التحق بجامعة ريتشموند وأتم فيها درجته العلمية الأولى.